# Calymmodon kanikehensis
Calymmodon kanikehensis är en stensöteväxtart som beskrevs av Barbara S. Parris. Calymmodon kanikehensis ingår i släktet Calymmodon och familjen Polypodiaceae. Inga underarter finns listade.